# Grava

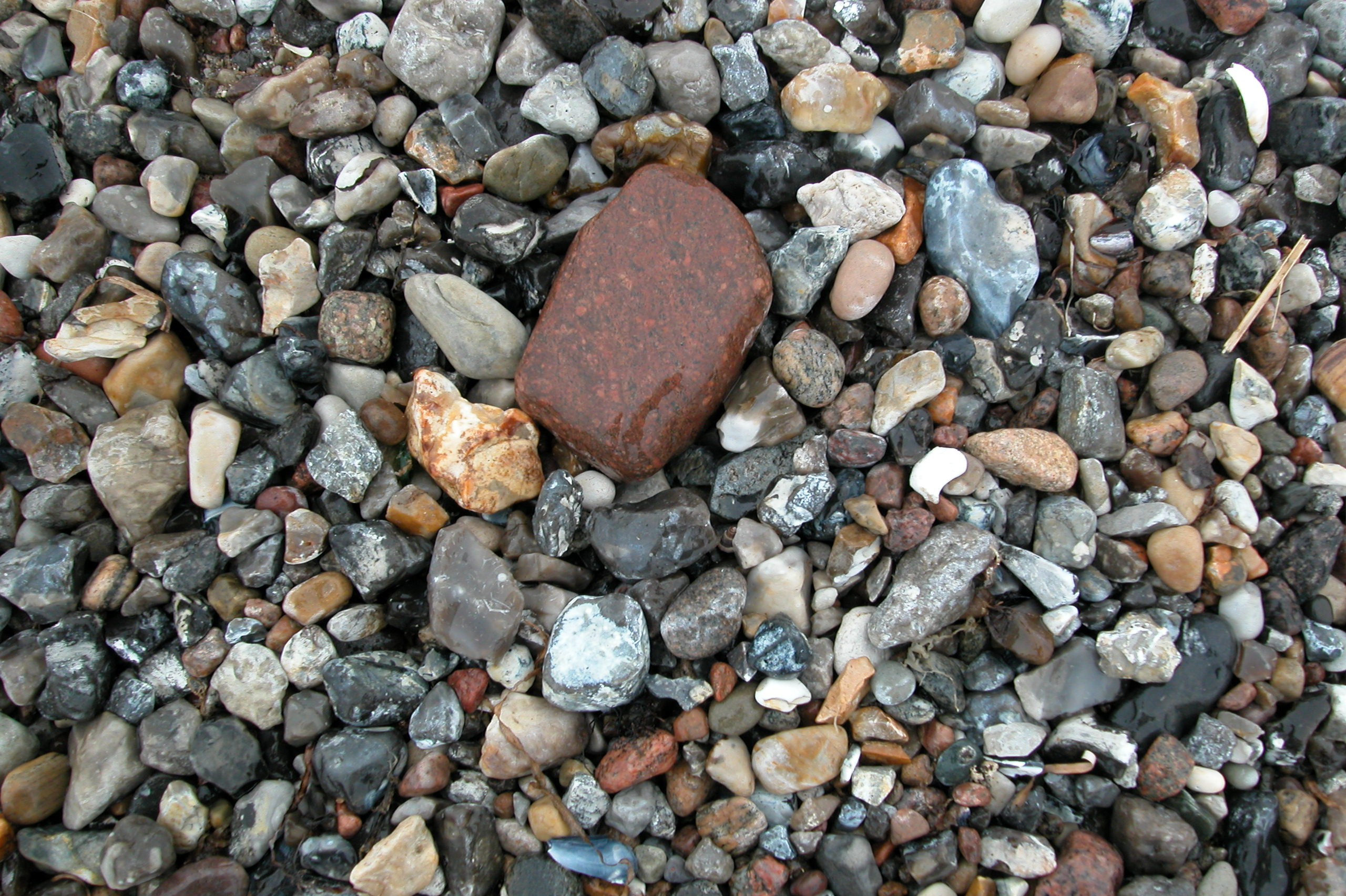
Grava

En geología y en construcción, se denomina grava a los depósitos sedimentarios formados por clastos de tamaño comprendido entre 2 y 64 milímetros. Pueden ser producidas por el ser humano, en cuyo caso suele denominarse «piedra partida», o resultado de procesos naturales. En este caso, además, suele suceder que el desgaste natural producido por el movimiento en los lechos de ríos haya generado formas redondeadas, en cuyo caso se conoce como canto rodado. Existen también casos de gravas naturales que no son cantos rodados.
Estos áridos son partículas granulares de material pétreo (es decir, piedras) de tamaño variable. Este material se origina por fragmentación de las distintas rocas de la corteza terrestre, ya sea en forma natural o artificial. En este último caso actúan los procesos de chancado o triturado utilizados en las respectivas plantas de áridos. El material que se procesa corresponde principalmente a rocas de caliza, granito, dolomita, basalto, arenisca, cuarzo y cuarcita.
Los conglomerados son las rocas sedimentarias formadas por la diagénesis de gravas (compactación, recristalización o cementación).
La grava se clasifica por tamaño de partícula e incluye clases de tamaño desde granulado- hasta fragmentos de tamaño canto rodado. En la escala de Udden-Wentworth la grava se clasifica en grava granular (0,1-0,2 plg) y grava guijarro (0,2-2,5 plg). La norma ISO 14688 clasifica las gravas en finas, medias y gruesas, con rangos de 2–6,3 mm a 20–63 mm. Un metro cúbico de grava suele pesar unos 1.800 kg (o una yarda cúbica pesa unas 3.000 libras).
La grava es un importante producto comercial, con numerosas aplicaciones. Casi la mitad de toda la producción de grava se utiliza como agregado para hormigón. Gran parte del resto se utiliza para la construcción de carreteras, ya sea en la base de la carretera o como firme (con o sin asfalto u otros aglutinantes.) Los depósitos de grava porosos naturales tienen una elevada conductividad hidráulica, lo que los convierte en importantes acuíferos.

## Origen
La mayor parte de las gravas proceden de la desintegración de roca madre a medida que se meteoriza y erosiona. El cuarzo y la cuarcita son los componentes más comunes de las gravas. El cuarzo es un mineral común duro, químicamente inerte, y carece de planos de exfoliación por los que el mineral se pudiera dividir fácilmente. La cuarcita, por su parte, es una roca muy dura y compacta, que resiste mejor que otras la abrasión durante el transporte. La mayoría de las partículas de grava están formadas por fragmentos de roca (compuesta a su vez de agregados de granos minerales), ya que pocas rocas madre tienen granos minerales más gruesos que unos 8 milímetros (0,3 plg). Las excepciones son las venas y filones de cuarzo, las pegmatitas, las intrusiones profundas, las rocas metamórficas de alto grado o los basaltos. Los fragmentos de roca se redondean rápidamente al ser transportados por los ríos, a menudo a pocas decenas de kilómetros de sus afloramientos de origen.
La grava se deposita en forma de capas o barras de grava en los canales de los arroyos; en abanicos aluviales; en entornos marinos cercanos a la costa, donde la grava es suministrada por los arroyos o la erosión a lo largo de la costa; y en los deltas de los arroyos de corriente rápida. La cuenca superior del Misisipi contiene extensas gravas de chert que se cree que tienen su origen a menos de 100 millas (160,9 km) de la periferia de la cuenca.
Se ha sugerido que las megarrizaduras de grava formadas por el viento en Argentina tienen homólogos en el planeta Marte.

## Etimología
La palabra grava proviene del francés antiguo gravele o gravelle.

## Definición y propiedades

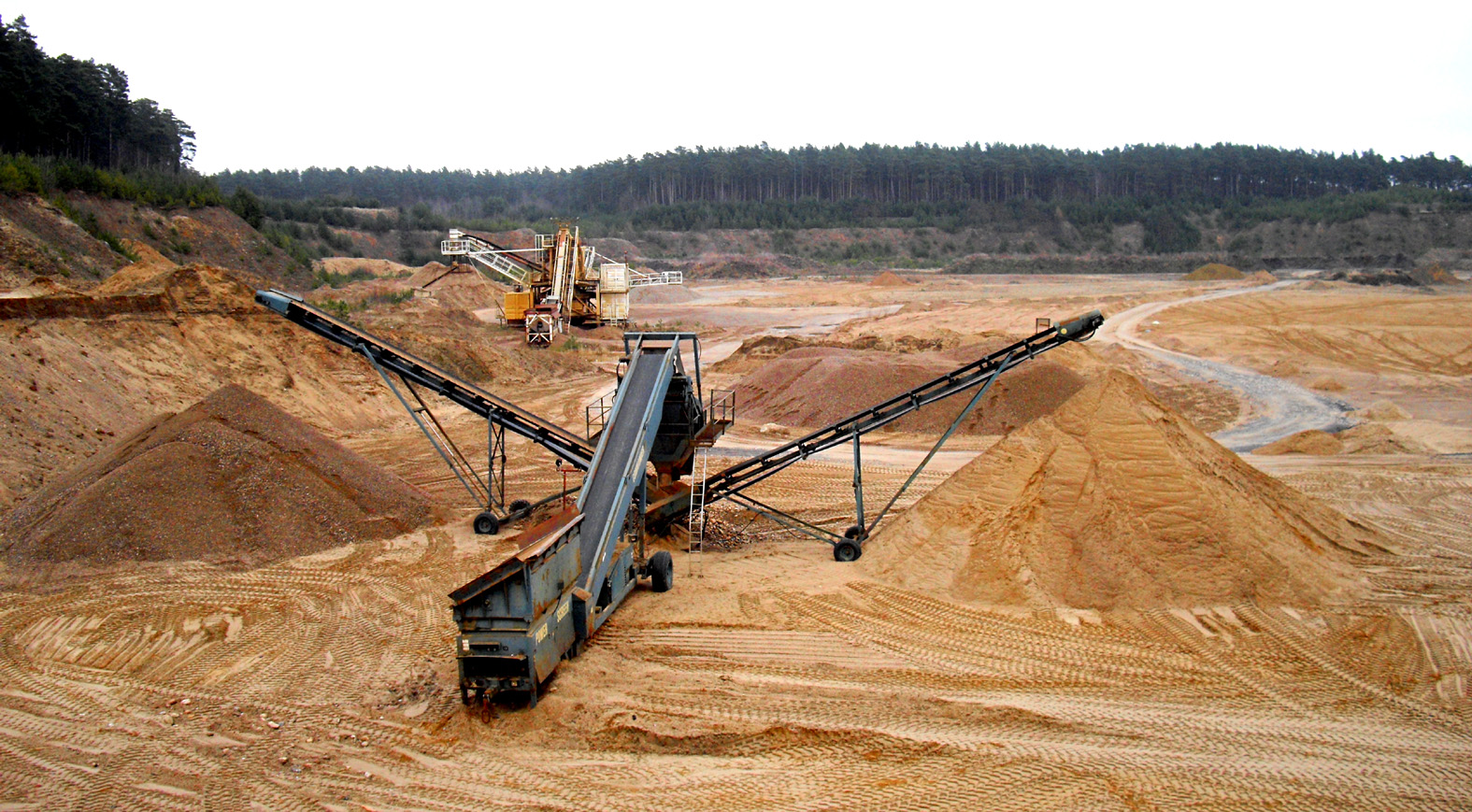
Separador de arena y grava en una gravera en Alemania

Coloquialmente, el término grava se utiliza a menudo para describir una mezcla de trozos de piedra de diferentes tamaños mezclados con arena y posiblemente algo de arcilla. La industria de la construcción estadounidense distingue entre grava (un material natural) y piedra triturada (producida artificialmente por trituración mecánica de la roca).
La definición técnica de grava varía según la región y el ámbito de aplicación. Muchos geólogos definen la grava simplemente como partículas de roca redondeadas y sueltas de más de 2 milímetros (0,1 plg) de diámetro, sin especificar un límite superior de tamaño. La grava a veces se distingue de los escombros, que son partículas de roca sueltas del mismo tamaño pero de forma angular. La escala Udden-Wentworth, ampliamente utilizada por los geólogos en EE. UU., define la grava granular como partículas con un tamaño de 2 a 4 milímetros (0,1 a 0,2 plg) y la grava guijarro como partículas con un tamaño de 4 a 64 milímetros (0,2 a 2,5 plg). Esto corresponde a todas las partículas con tamaños entre arena gruesa y guijarro.
El U.S. Department of Agriculture y la Soil Science Society of America definen la grava como partículas de 2 a 80 milímetros (0,1 a 3,1 plg) tamaño, mientras que la escala alemana (Atterburg) define la grava como partículas de 2 a 200 milímetros (0,1 a 7,9 plg) tamaño. El Cuerpo de Ingenieros del Ejército de los Estados Unidos define la grava como partículas de tamaño inferior a 3 pulgadas (76,2 mm) que son retenidas por una malla número 4, que tiene una separación entre mallas de 4,76 milímetros (0,2 plg). ISO 14688 para  ingeniería de suelos clasifica las gravas en finas, medias y gruesas con rangos de 2 mm a 6,3 mm a 20 mm a 63 mm.
La densidad aparente de la grava varía entre 1460 y 1920 kilogramos por metro cúbico (2460,9 y 3236,3 lb/yd³). La grava natural tiene una conductividad hidráulica elevada, que a veces supera 1 cm/s.

## Granulometría
| Partícula      | Tamaño           |
| -------------- | ---------------- |
| Arcillas       | < 0,0039 mm      |
| Limos          | 0,0039-0,0625 mm |
| Arenas         | 0,0625-2 mm      |
| Gravas         | 2-64 mm          |
| Cantos rodados | 64-256 mm        |
| Bloques        | >256 mm          |

## Tipos

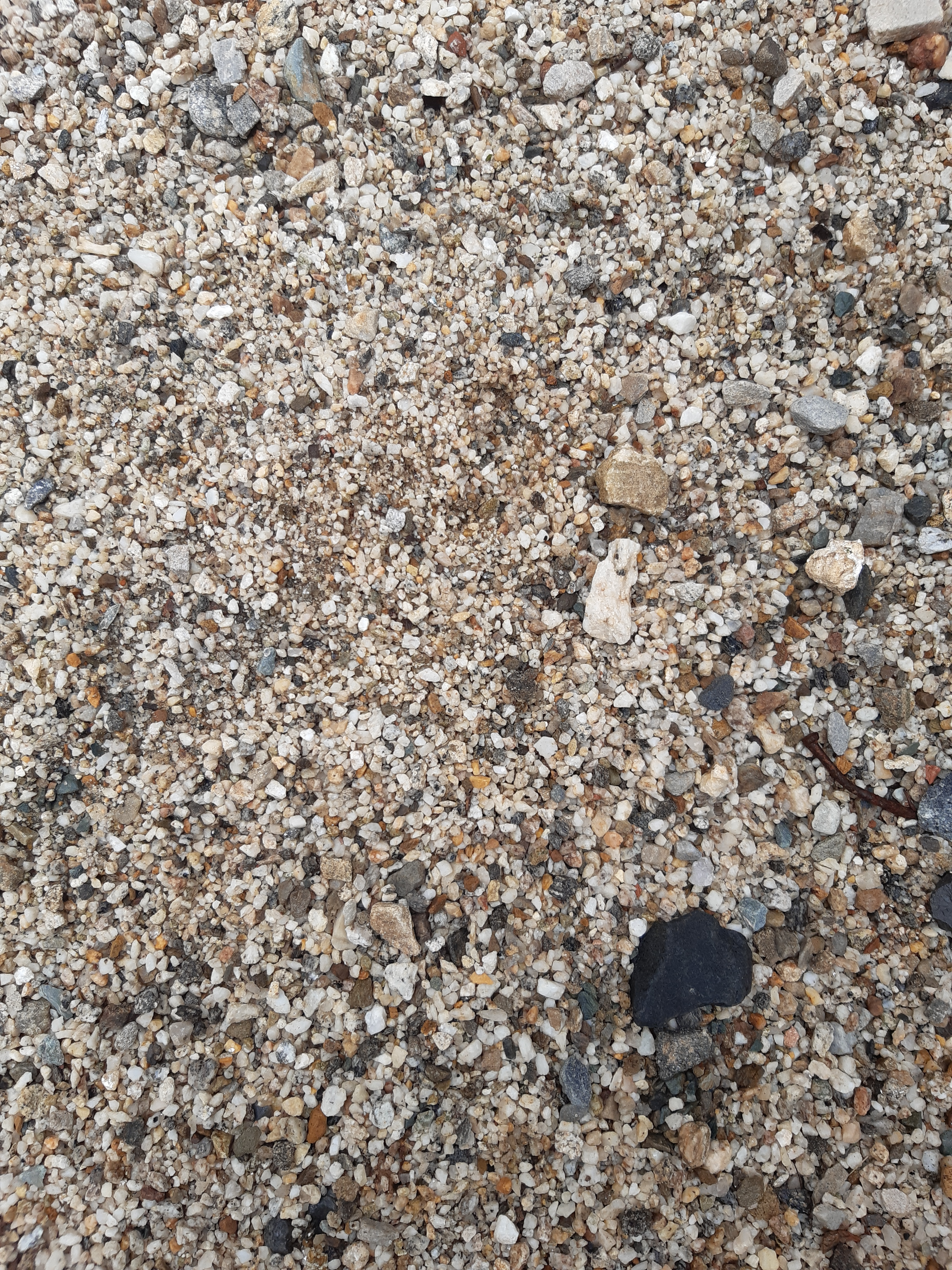
Cama de grava sedimentaria de origen natural

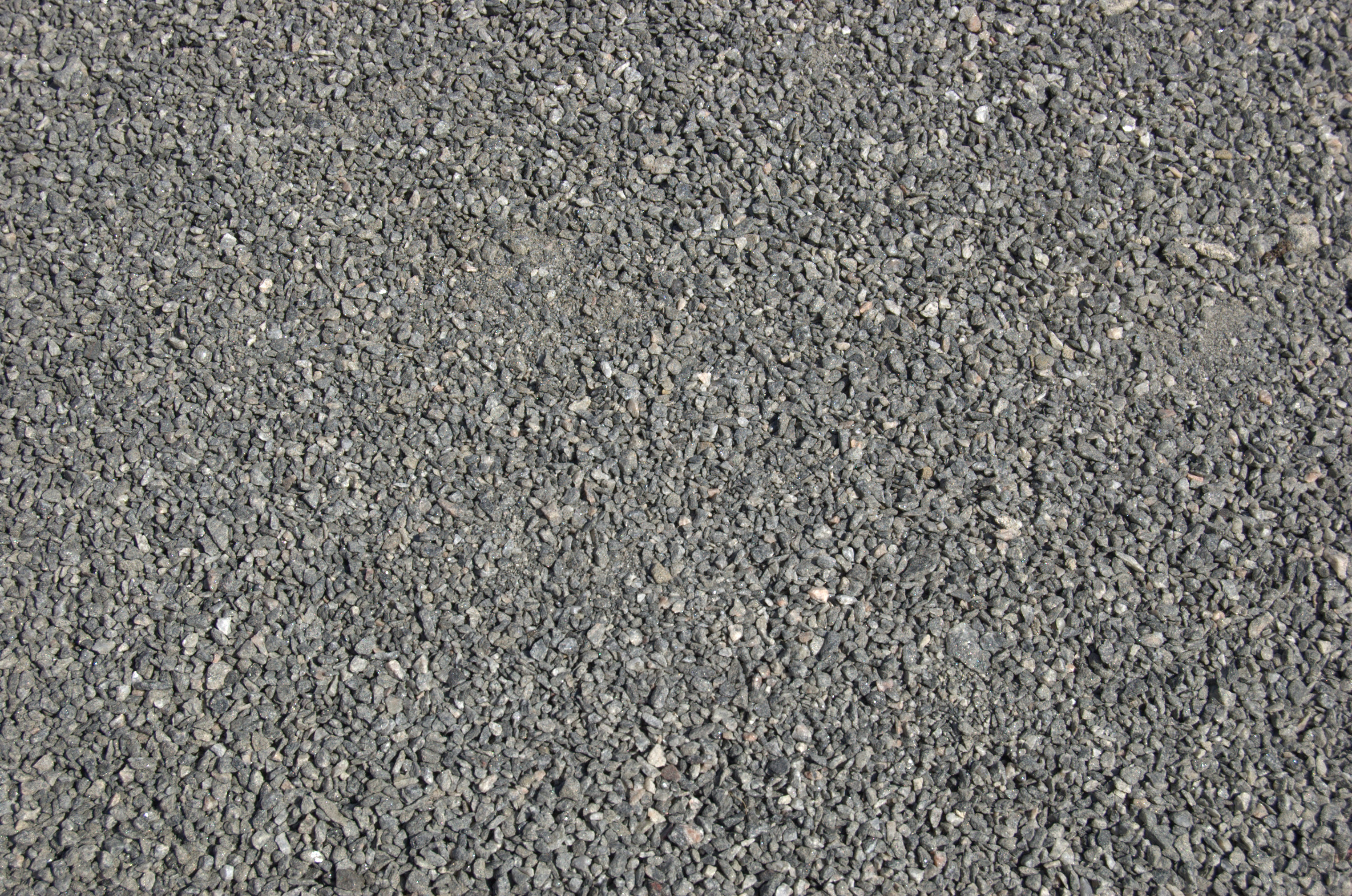
Granulada mecánicamente piedra triturada, con tamaños de partícula aproximadamente entre 5 y 15 mm

.
Los tipos de grava incluyen:
Grava de riberagrava depositada de forma natural entremezclada con arena o arcilla que se encuentra en ríos y arroyos y junto a ellos.  También se conoce como "bank run" o "river run".
Grava de bancolecho de grava situado en la ladera de un valle por encima del fondo actual del arroyo, que indica la antigua ubicación del lecho del arroyo cuando se encontraba a un nivel superior. El término se utiliza más comúnmente en Alaska y el Territorio del Yukón.
Piedra trituradaroca triturada y clasificada mediante cribas y luego mezclada hasta obtener una mezcla de piedras y finos. Se utiliza mucho como revestimiento de carreteras y caminos, a veces con alquitrán aplicado encima. La piedra triturada puede estar hecha de granito, caliza, dolomita y otras rocas. También se conoce como "crusher run", DGA (dense grade aggregate), QP (quarry process) y shoulder stone. El Servicio Geológico de Estados Unidos distingue la piedra triturada de la grava.
Grava finagrava formada por partículas con un diámetro de 2 a 6,3 milímetros (0,1 a 0,2 plg)
Polvo de piedragrava fina, triturada, procedente de la etapa final de la separación por criba, de manera que la grava no se separa de las partículas finas de polvo. Al igual que otras formas de piedra triturada, el Servicio Geológico de los Estados Unidos lo distingue de la grava.
Lag gravelacumulación superficial de grava gruesa producida por la eliminación de partículas más finas.
Pay graveltambién conocida como "pay dirt"; un apodo para la grava con una alta concentración de oro y otros metales preciosos. Los metales se recuperan mediante lavado de oro.
Grava de guisantestambién conocida como "gravilla de guisantes" es una grava limpia similar en tamaño a los guisantes de jardín.. Se utiliza para superficies de hormigón, pasarelas, calzadas y como sustrato en acuarios domésticos.
Grava de piedemonteuna grava gruesa arrastrada desde lugares altos por arroyos de montaña y depositada en terrenos relativamente llanos, donde el agua corre más despacio.
Grava de mesetauna capa de grava en una meseta u otra región por encima de la altura a la que se suele encontrar la grava de terrazas de arroyos.

## Producción y usos

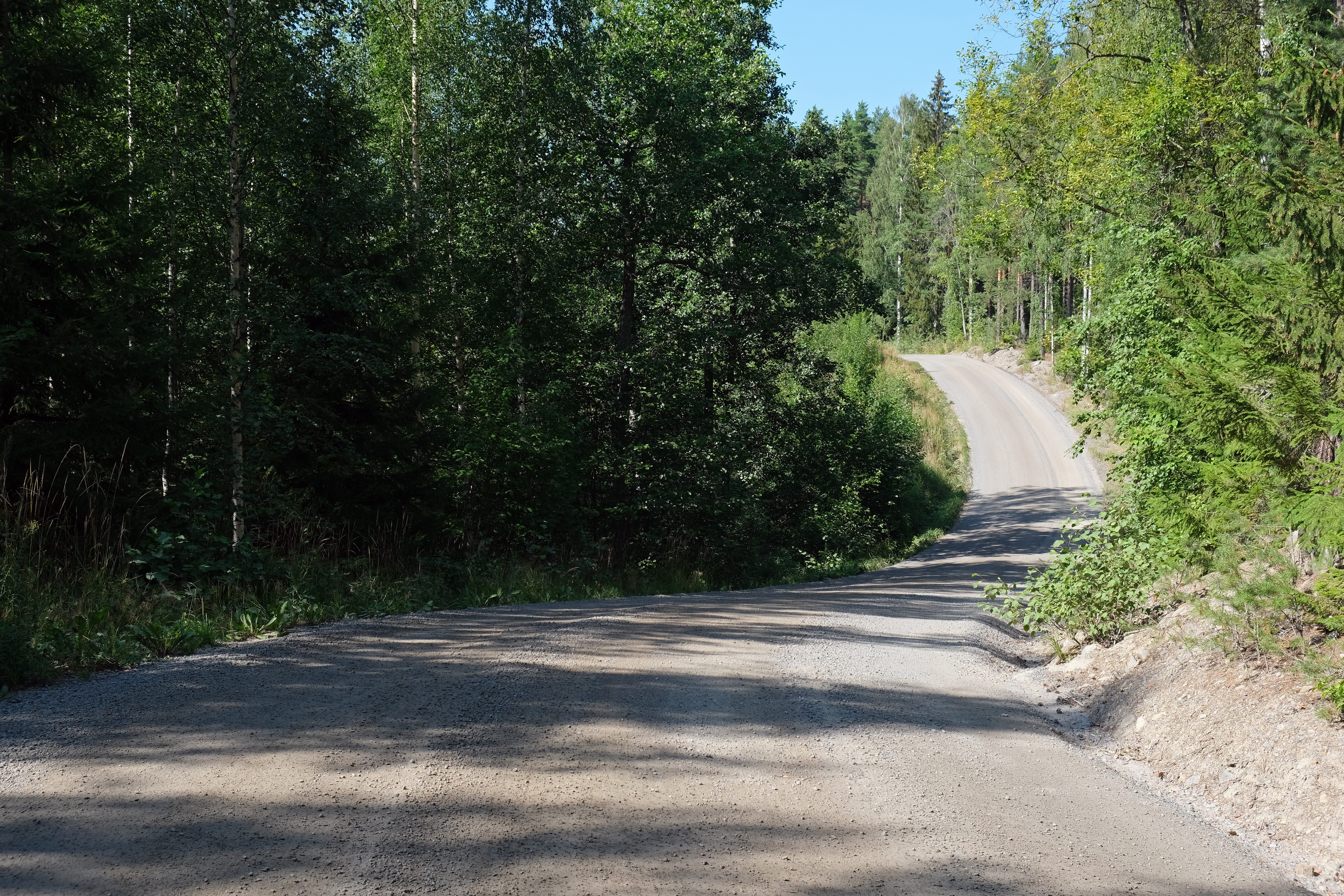
Una carretera de grava en Finlandia.

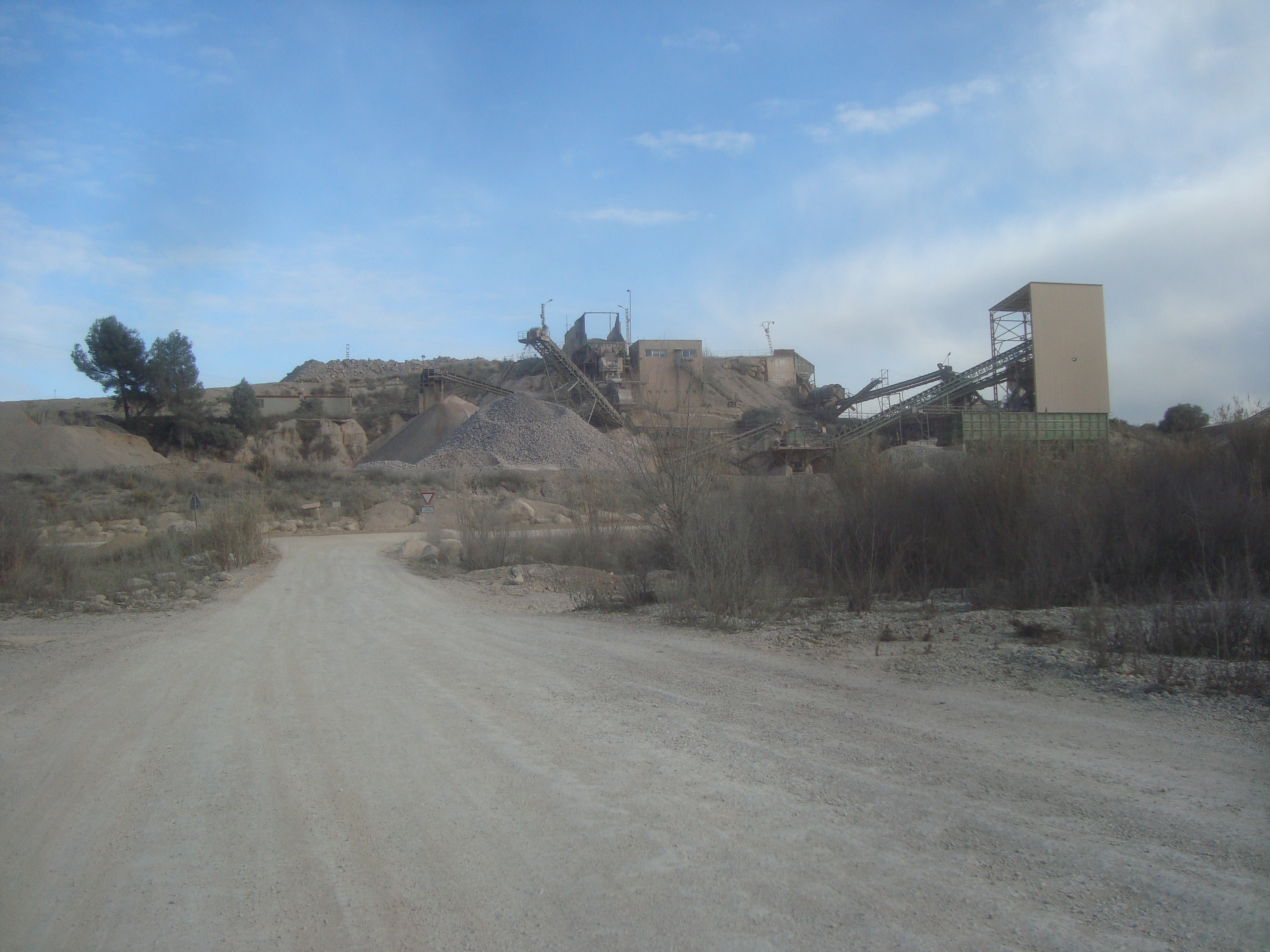
Molino de piedra, para producir grava para la construcción.

La grava es una importante materia prima básica en la construcción, se usa como árido en la fabricación de hormigones. También, como lastre y revestimiento protector en cubiertas planas no transitables, y como filtrante en soleras y drenajes.. La arena no suele distinguirse de la grava en las estadísticas oficiales, pero la piedra triturada se trata como una categoría aparte. En 2020, la arena y la grava representaron en conjunto el 23% de toda la producción industrial de minerales en Estados Unidos, con un valor total de unos 12.600 millones de dólares. Se produjeron unos 960 millones de toneladas de arena y grava para la construcción. Esta cifra supera con creces la producción de arena y grava industrial (68 millones de toneladas), que es principalmente arena y no grava.
Se calcula que casi la mitad de la arena y la grava para la construcción se utiliza como agregado para el hormigón. Otros usos importantes son en la construcción de carreteras, como base de carreteras o en asfalto; como relleno de construcción; y en innumerables usos menores.
La grava está distribuida de forma amplia y abundante, sobre todo en forma de depósitos fluviales, llanuras de inundación de ríos y depósitos glaciares, por lo que las consideraciones medioambientales y la calidad dictan si las alternativas, como la piedra triturada, son más económicas. La piedra triturada ya está desplazando a la grava natural en el este de Estados Unidos, y la grava reciclada también es cada vez más importante.

## Obtención
Como fuente de abastecimiento se pueden distinguir las siguientes situaciones:
- Bancos de sedimentación: son los bancos construidos artificialmente para embancar el material fino-grueso que arrastran los ríos.
- Cauce de río: corresponde a la extracción desde el lecho del río, en donde se encuentra material arrastrado por el escurrimiento de las aguas.
- Pozos secos: zonas de antiguos rellenos aluviales en valles cercanos a ríos.
- Canteras: es la explotación de los mantos rocosos o formaciones geológicas, donde los materiales se extraen usualmente desde cerros mediante lo que se denomina tronadura o voladura (rotura mediante explosivos).